# Боранија
Боранија (Phaseolus vulgaris) је једногодишња биљка.Када се говори о боранији као биљци у ствари се мисли на биљку обичног пасуља која се узгаја због њених незрелих махуна, које могу бити зелене или жуте, и у којима се налазе такође незрели плодови. Боранија се такође назива и зелени пасуљ, а махуне се конзумирају као поврће.

## Историја

### Порекло у Америци
Боранија (Phaseolus vulgaris) потиче из Средње Америке, највероватније са територије данашњег Мексика, где су археолошки докази потврдили њено гајење још пре 7.000 до 8.000 година. Уз кукуруз и бундеву, чинила је темељ пољопривреде и исхране претколумбовских цивилизација, попут Маја и Астека, у систему познатом као „три сестре” (milpa), где су се три културе међусобно помагале у расту. Према предању, пасуљ је био дар бога Квецалкоатла становницима Мексика. Генетске студије су потврдиле мезоамеричко порекло као примарно; биљка је прво доместификована у Мексику, након чега се проширила и створила секундарни генетски центар у Андима.

### Долазак и ширење у Европи
У Европу је боранију донео Кристифор Колумбо, вративши се са свог другог путовања у Нови свет 1493. године. Први поуздани писани и визуелни докази о њеном присуству у Европи датирају из периода након 1532. године, када је забележено да је папа Климент VII добио семе на поклон од шпанског цара Карла V. Познато је и да је Катарина Медичи 1533. године понела семе пасуља у Француску као део свог мираза. У почетку, биљка није одмах прихваћена као храна. Због жилавих и тврдих махуна тадашњих сорти, често се гајила као украсна биљка.
Употреба зелених махуна у исхрани постепено је почела да се шири, а популарност је стекла најпре у Италији током 17. века, одакле се проширила на Грчку, Турску и Француску. Упркос томе, све до 19. века махуне су се ређе користиле за људску исхрану, већ су се првенствено гајиле због сувог зрна. Сматрана је храном за сиромашније слојеве због своје хранљивости, лаког узгоја и способности да побољшава квалитет земљишта везивањем азота, због чега је и добила надимак „месо за сиромашне”.

### Модерно доба
Прекретницу у популарности донео је Американац Калвин Кини (Calvin Keeney), који је 1894. године развио прву сорту бораније без „конаца” (енгл. stringless), што је значајно олакшало припрему. Даљи развој технологија конзервирања и замрзавања током 19. и 20. века омогућио је да боранија постане глобално доступна и једна од најпопуларнијих повртарских култура.
Назив „боранија” који се користи у српском језику има посебно порекло. Потиче од турске речи burani, која означава јело од поврћа и пиринча. Ово јело је, према предању, добило име по персијској принцези Буран из 9. века, жени абасидског калифа Ал-Мамуна, која је осмислила рецепт. Тако је назив за тип јела постојао на овим просторима знатно пре доласка саме биљке, а касније је пренет на јела справљена од зеленог пасуља.

## Ботаничке особине
Плод бораније је махуна. По облику може бити ваљкаста, сабљаста или српаста, а на попречном пресеку округла, елипсаста, полупљосната и пљосната. Махуна је дуга 8-20 cm и широка 1-1,5 cm, може бити зелене, жуте, црне или љубичасте боје, а свака садржи 4-8 зрна. Неке сорте развијају влакна дуж махуне, која се углавном узгајају за суви пасуљ, јер зелене махуне са влакнима нису комерцијално пожељне.
Корен је слабије развијен и претежно је у површинском слоју земљишта. Корен може да стигне на дубину 70 cm. На жилама образује мноштво квржица с бактеријама које везују слободни азот из ваздуха. Стабло може бити побијушаво (високо) или ниско (чучаво). У форми високих стабло може достићи висину и до 3m, а ниске форме развијају разгранато жбунасто стабло с кратким интернодијама, високо 30–45 cm. Жбунасте сорте формирају усправне жбунове високе 20-60 cm, док пењачке сорте формирају винове дуге 2-3 m.
Листови су спирално распоређени дуж стабла. Сви сортови носе наизменичне, зелене или љубичасте листове, који су подељени на три овална, глатка листића, сваки дуг 6-15 cm и широк 3-11 cm. Цветови су скупљени у цваст, која израста у пазуху лисних дршки. Бели, ружичасти или љубичасти цветови су дуги око 1 cm и имају 10 прашника. Цветови се самооплођују, што олакшава селекцију стабилних култивара.
Махуна је плод бораније и може бити различитог облика, боје и величине, што зависи од сорте и начина гајења. Гуска, настала од јединственог карпела цвета, представља суви плод који се отвара, дели се у две валве. Она је месната пре потпуне зрелости, али развија, више или мање брзо према сортама, влакнасте структуре које омогућавају отварање зреле и осушене махуне. Ове структуре чине "нит" и "пергамент". Нит је формирана од уздужних влакана која прате дорзалне и вентралне шавове. Пергамент је формиран од косих склерозних плоча на унутрашњој страни валви.

## Услови успевања
Боранија је култура која има широк ареал гајења. Најбоље успева у благом, умерено влажном подручју. Боранија има велике потребе за топлотом у свим периодима свог гајења. Семе клија и ниче на температури изнад 10°C. Оптимална температура за узгој је између 20 и 25°C, док су високе температуре штетне за оплођење цветова. У раној фази развоја и раста има изразито велику потребу за светлошћу. У недостатку светлости младе биљке се издужују и то неповољно утиче на раст и развој.
Боранија захтева плодно, добро дренирано земљиште. Сирова или недовољно кувана зрна садрже токсичан протеин званих фитохемаглутинин.

## Техника гајења
Гаји се као баштенски усев на малим површинама за свежу потрошњу или на великим парцелама за индустријску прераду уз примену машинске бербе комбајном. Сетва се врши када се земљиште загреје на минимално 10°C. У Француској се прва сетва под заштићеним условима може вршити крајем марта, док се сетва у отвореном пољу почиње средином маја, након "светаца леда". Семе се може претходно потопити у воду преко ноћи ради боље клијавости.
Сетва се врши у гнездима од 6-8 семена на дубини од 3 cm, са размаком од 30-35 cm између гнезда. Када младе биљке достигну висину од 15 cm, потребно је окучити их за бољу стабилност. Између сетве и бербе код сортова за зелену махуну потребно је 60-80 дана.

### Ђубрење
Боранија цени додатак калијума и фосфора, који мора бити дат у облику који се брзо асимилује (суперфосфат, калијум сулфат), с обзиром на краткоћу циклуса узгоја. Као све легуминозе, она асимилује азот из ваздуха. Међутим, додатак од 60 до 80 јединица азота по хектару, непосредно пре или после сетве, генерално се препоручује и омогућава побољшање приноса. Заиста, с једне стране, боранија има релативно слабију способност фиксације азота од других легуминоза и развој квржица је постепен и дозвољава ефикасну фиксацију тек од цветања, што је прекасно у случају зелене бораније, посебно филета, који се беру веома рано након цветања.
Редовно заливање је неопходно за континуирану производњу. Пењачке сорте захтевају ослонце висине до 2 m.

### Заштита усева
Узгој бораније може бити угрожен од стране разних болести, штеточина и корова, који су често исти као они који нападају пасуљ и грашак. Важна превентивна мера у заштити је плодоред, где се боранија не сади на истој парцели три до четири године, а као предусеви се користе културе које нису махунарке, попут лука, кромпира или купуса.

### Штеточине
Најзначајније штеточине које нападају усев бораније су:
- Биљне ваши (Aphidoidea)
- Грашков жижак (Bruchus pisorum)
- Гама совица (Autographa gamma)
- Памукова совица (Helicoverpa armigera)
- Медитеранска стеница (Nezara viridula)

За сузбијање биљних вашију и грашковог жишка користе се инсектициди. Третирање против биљних вашију врши се пре цветања препаратима попут Козака (0,15 л/ха), док се након цветања против вашију и грашковог жишка могу користити препарати као што су Промеса (1 л/ха) и Тонус (0,25 кг/ха).

### Болести
Боранију нападају и гљивичне и бактеријске болести:
- Антракноза (Colletotrichum lindemuthianum)[14]
- Бела трулеж (Sclerotinia sclerotiorum)[14]
- Пламењача[16]
- Бактериозе[16]

Против пламењаче се користе фунгициди пре цветања, док се за сузбијање антракнозе третирање врши након цветања. У случају појаве бактериоза, могу се користити препарати на бази бакар-оксихлорида.

### Коров
Корови представљају велики проблем у производњи јер се боранија убраја у слабо компетитивне врсте. Најчешћи широколисни корови су пепељуга (Chenopodium album), татула (Datura stramonium), теофрастова липица (Abutilon theophrasti), обична боца (Xanthium strumarium) и амброзија (Ambrosia artemisiifolia), док је од усколисних најзначајнији дивљи сирак (Sorghum halapense).
У Србији су за сузбијање корова у боранији регистровани хербициди на бази активних материја: клетодим и квизалофоп-П-тефурил (за усколисне корове након ницања), као и бентазон и имазамокс (за широколисне корове).

## Сорте
Гаје се домаће и одомаћене стране сорте ниског и високог раста, погодне за потрошњу не само у свежем стању него и у различите видове прераде. Заједничке особине су им: квалитетна махуна, добра родност и задовољавајућа отпорност према најраширенијим болестима.

### Подела сорти
Разликују се две главне групе сорти:
- Сорте са влакнима (филет боранија) - убирају се у раној фази развоја када се могу добити "екстра фини" пасуљци. Махуне су цилиндричне, дуге, праве, углавном тамнозелене боје. То су боранија са нитима и пергаментом која се бере у раном стадијуму који омогућава добијање "екстра финих" боранија. После овог стадијума, нити се појављују и више не дозвољавају конзумирање као зелена боранија.

- Сорте без влакана (мангету)* - могу се конзумирати и када су семена скоро развијена. Махуне су овалне у пресеку, краће, зелене или жуте боје. То су сорте без пергамента које се могу конзумирати у махуни у стадијуму скоро развијеног семена.

Постоје и хибридне сорте (филет-мангету) који комбинују особине обе групе и називају се "филети без нити" или "лажни филети". Махуне подсећају на оне код филет бораније у светлијој зеленој боји. 
По боји боранија може бити жута, bledožuta, зелена или шарена. По дужини може бити дугачка, средња или кратка, а по облику шиљата, округла или широка.

### Сорте доступне на српском тржишту

#### Нискe сорте
- НС Анка - Сорта има жбунасто стабло, висине 45-60 cm. Цветови су љубичасте боје. Махуне, формиране у горњем делу биљке су шарене, у типу плјоснате путерице, дугачке око 14 cm, праве су и не формирају конце. Дужина вегетације до технолошке зрелости је око 50 дана.[19]

- Топкроп - Сорта има жбунасто стабло, висине 38-45 cm. Цветови су беле боје.[19]

- Жута боранија оловка - Рана ниска сорта боранија са правим, нежним махунама дужине 13-14 cm. Рaсте 40-ак cm у висину. Махуне су овално-пљоснатог пресека и светложуте боје. Бербa почиње око 55 дана након сетве.[20]

- Рези - Сорта погодна за производњу у башти за сопствене потребе. Биљка порасте 50-55 cm. Махуне су величине 12 cm, а ширине 1 cm. Рези махуне су жуте, а на попречном пресеку овалне. Континуирано сазревају и дуго се беру. Отпорна је на вирусна и бактеријска обољења.[21]

- Одир ниски - Средње рана сорта, жута путерица. Спада у ниске сорте боранија, јер нарасте од 50-55 cm. Од ницања до сазревања потребно је 57 дана. Махуне су жуте и без конца.[21]

- Романо Голд - Ниска и жбунаста биљка. То је романо тип махуна, значи жуте и пљоснате. Махуне су фине, квалитетне, без конца, дугачке око 14 cm. Семе је бело.[21]

- Паланачка рана боранија - Ниска сорта боранија. Најраније дозрева. Нарасте у висину до 40 cm. Цветови су бели. Махуне су дужине до 14 cm, овално пљоснате на пресеку. Ова боранија је жута и лако пуца.[21]

- Паулиста - Варијетет боранија у типу зелене оловке. Спада у ниске сорте, зелене боје. Добро подноси сушу и високе температуре. Погодна је за масовну индустријску производњу. Од сетве до брања прође 75 до 78 дана.[21]

- Шумадинка - Ниска и жбунаста сорта боранија. Нарасте од 40-45 cm. Цвета љубичасто. Ово је шарена боранија, односно махуне су жуте са љубичастим шарама. Дужине махуна је око 14 cm. Од ницања до сазревања треба 55 дана.[21]

#### Високе сорте (приткаре)
- Путерица - Жута боранија, пљоснатог типа, средње дуге махуне које су врло меснате, без кончића, са неколико зрна која могу касно да нарасту. Најукуснија је када је свежа, али и приликом замрзавања не губи много на квалитету. Семенка је бела код хибридних сорти.[22]

- Розе путерица - Бела путерица са нешто ужом махуном, беле до лимунжуте боје махуне, која временом добија розе прелив. Обично има тању махуну, мање меснату, дугу и ретко има конац. Најбоља је када је свежа. Семе је какао браон боје.[22]

- Шарена пиргава путерица (бугарка висока или трешњевка)** - Сорта високе боранија полупљоснатог типа махуне. Бледозелена до бело-жуте нијансе, са љубичастим цртицама. Мека је, увек без конца, крта и са мало више семена него бела путерица. Искључиво би је требало користити свежу.[22]

- Зелена путерка - Висока боранија, са веома дугим и широким пљоснатим махунама. Она има јак карактеристичан укус боранија и веома је погодна за замрзавање бланширањем. Бере се млада, а брзо добија конац и семе. Веома обилно рађа.[22]

- Љубичаста боранија приткара - Има махуне изразито љубичасте боје. Обилно рађа и погодна је за замрзавање. Семе јој је боје кафе. Искључиво се користи млада махуна, пре него што очврсне и створи конац.[23]

- Газела - Спада у ране сорте боранија. Боја је жута, а облик пљоснат. Биљка достиже висину 2-2,5 m. Махуне су веома крупне, могу бити 22 cm дуге и 2,2 широке. Семе је средње велико и беле боје.[21]

- Унидор - Средње касна сорта боранија. Ова је позната у народу као боранија тип жута оловка. Биљка нарасте до 2,5 m и треба јој ослонац. Формира жуте дугачке махуне 16 cm x 1 cm, ваљкастог облика. Од ницања до зрења прође 55 дана.[21]

## Производња и потрошња
Светска производња бораније у 2019. години износила је преко 6 милиона тона. Највећи произвођачи су Сједињене Америчке Државе (751.017 тона), Мексико (131.620 тона) и Мароко (119.927 тона). Француска производи 50% производње бораније у Европској унији.
Боранија се конзумира свежа, смрзнута или конзервирана. То је нискокалорична храна богата витаминима А, Ц и К, као и дијетарним влакнима. Може се јести сирова или кувана, топла као прилог месним јелима или хладна у салатама.

### Конзервирање
Развој конзерви методом Никола Апера средином 19. века омогућиће конзумирање зелене бораније ван њеног кратког периода производње. Ове конзерве се праве било у стакленим тегловима било у металним кутијама.
Индустријске конзерве су углавном конзерве у металним кутијама финих, веома финих или екстра финих зелених боранија. Ланац третмана укључује различите механизоване етапе: прво суво чишћење за уклањање различитих нечистоћа, земље, шљунка, инсеката, итд., затим раздвајање да би се добро одвојиле махуне и прање, махуне се затим калибришу у бубњевима састављеним од уздужних летвица, затим се сечу крајеви; ове претходне етапе су праћене бланширањем током 5 до 8 минута у води на 85-95°C и стављањем у кутију у сланој води од 1 или 2% соли. Кутије се затим стерилишу у аутоклаву током 15 минута на 121°C.

### Кулинарска употреба
Боранија је веома свестрано поврће које се може припремати на различите начине. Свежа боранија се најчешће кува у благо посољеној кипућој води, док се она из конзерве цеди и испира хладном водом пре употребе. Смрзнута боранија се може кувати директно, без претходног одмрзавања. Може се служити као главно јело, прилог или састојак у салатама.
Традиционална јела у Србији
У српској кухињи, боранија се најчешће припрема као густо, чорбасто јело „на кашику“. Оваква јела су хранљива и често представљају комплетан оброк.
- Чорбаста боранија са месом — Класично српско јело где се на пропрженом црном луку и шаргарепи динста боранија, заједно са комадима јунећег или пилећег меса. Често се додају кромпир, пашканат и сок од парадајза како би јело било издашније и укусније. Зачињава се млевеном паприком, бибером и свежим першуном.[25]
- Боранија са млеком и мирођијом — Варијанта чорбасте бораније којој се пред крај кувања додају млеко и свежа мирођија, што јој даје специфичну кремасту текстуру и благу арому.[26]
- Хладне салате од бораније — Популарне током лета, ове салате се праве од обарене и охлађене бораније. Једна од верзија је „шарена салата“ која укључује шунку, мариниране печурке и свежу паприку. Друга једноставна варијанта комбинује боранију са парадајзом, краставцем, црвеним луком и преливом од маслиновог уља и лимуновог сока.[27]

Примери из медитеранске кухиње
У медитеранским земљама боранија се често припрема са маслиновим уљем, свежим зачинским биљем и другим поврћем.
- Боранија на провансалски начин — Након кувања, боранија се кратко пропржи на маслиновом уљу са динстаним црним и белим луком, парадајзом и першуном.
- Медитеранска боранија са просом и маслинама — Обарена боранија се комбинује са куваним просом, црвеним луком, сецканим маслинама и језгрима ораха, стварајући лаган и нутритиван оброк.
- Бланширана боранија са лимуном и бадемом — Једноставно јело где се кратко кувана (бланширана) боранија прелива мешавином маслиновог уља, лимуновог сока и рендане корице лимуна, а затим посипа сецканим бадемима.
- Боранија са белим луком и презлама — Скувана боранија се зачињава белим луком кратко пропрженим на маслиновом уљу, коме се додају хлебне мрвице (презле) како би се добила хрскава текстура.

Конзумација сирове бораније
Иако се за врло младу и свежу боранију понекад наводи да се може јести скоро сирова због њене хрскавости, то се генерално не препоручује. Сирова и недовољно кувана боранија садржи токсични протеин фитохемаглутинин. Овај лектин може изазвати гастроинтестиналне тегобе попут мучнине, повраћања и дијареје. Термичка обрада, попут кувања у кључалој води, у потпуности уништава овај токсин и чини боранију безбедном за конзумацију.